# Armageddon (álbum de Aespa)
Armageddon é o primeiro álbum de estúdio do girl group sul-coreano Aespa. Foi lançado pela SM Entertainment em 27 de maio de 2024 e contém dez faixas, incluindo dois singles principais, "Supernova" e "Armageddon".

## Antecedentes
Em 22 de abril, a SM Entertainment anunciou que Aespa lançaria seu primeiro álbum de estúdio Armageddon em 27 de maio. Também foi anunciado que o álbum conteria 10 faixas, incluindo dois singles com "Supernova" pré-lançado em 13 de maio e "Armageddon" programado para ser lançado junto com o álbum em 27 de maio. No dia 2 de maio, a programação promocional foi revelada em um trailer intitulado "Launch Code". Oito dias depois, a lista de faixas foi revelada junto com um vídeo teaser do medley de destaque. No dia 12 de maio, foi lançado o teaser do videoclipe de "Supernova". "Supernova" foi lançado junto com seu videoclipe em 13 de maio. Os vídeos teaser de "Long Chat", "Licorice" e "Live My Life", foram lançados de 15 a 17 de maio. No dia 25 de maio, o teaser de videoclipe de "Armageddon" foi lançado. O álbum foi lançado junto com o videoclipe de "Armageddon" em 29 de abril. Uma versão CDP de Armageddon que inclui um leitor de CD foi lançado em 19 de julho.

## Composição
Com dez faixas, Armageddon é um esforço pop que incorpora vários gêneros de hip hop, dance e baladas. A primeira faixa, "Supernova", é uma canção dance e hyperpop "cósmica brilhante", caracterizada por "bumbo e baixo pesados", "linha superior cativante" e "melodia de sintetizador", com letras sobre "a visão de mundo expandida de Aespa, comparando o início de um evento que abre uma porta para outra dimensão a uma supernova, expressando o início de uma grande explosão". A segunda faixa, "Armageddon", é uma canção de hip hop e dance descrita como "faixa antiga, mas moderna", com uma "ponte fluida R&B" e letras contendo a mensagem de que "Só eu posso me definir". A melodia "pulsante", "Set the Tone", é uma faixa de hip-hop com "socos estimulantes de sintetizadores". A quarta canção, "Mine", mostra o grupo "refletindo sobre crescer com medo e sentindo como se o 'retrato falso' que era seu reflexo em um 'espelho quebrado' fosse 'me engolir'", mas, em última análise, "permanecendo firmes", apesar de suas preocupações.
A quinta faixa, "Licorice", é uma canção dance com "um gancho rock-pop viciante e agitado" e "som de guitarra elétrica vintage e uma batida trap forte". Liricamente, "compara uma pessoa com um charme estranho ao alcaçuz e expressa espirituosamente o sentimento de ser atraído por ele". A faixa pop "alegre" de ritmo médio, "Bahama", apresenta "refrão de verão sonolento e desmaiado" e "detalhes de levar um amigo em uma viagem à ilha titular" sobre "palmas e beijos do sol, melodias brilhantes". A sétima faixa, "Long Chat", é uma canção dance com letra "contendo conversas amigáveis que continuam durante a noite". A animada canção pop, "Prologue", mostra o grupo "abordando as dificuldades e a confusão de crescer, admitindo ansiedade, decepções e perda de paixão". A nona faixa, "Live My Life", é uma canção pop-punk "alegre baseada na guitarra" contendo uma mensagem de "viver uma vida independente com confiança" com letras sobre "romper com a estrutura existente, pois não há resposta certa na vida". A faixa de encerramento, "Melody", é um "hino dos fãs" de piano dedicado aos fãs do grupo.

## Recepção crítica
| Críticas profissionais | Críticas profissionais |
| Avaliações da crítica  | Avaliações da crítica  |
| Fonte                  | Avaliação              |
| ---------------------- | ---------------------- |
| The Forty-Five         | [ 18 ]                 |
| The Guardian           | [ 12 ]                 |
| NME                    | [ 19 ]                 |

Rhian Daly da NME elogiou o álbum por cair "no antigo campo e reforça o que já sabíamos – que quando o Aespa pode correr livremente nos sons e sons que elas tornaram sua marca registrada, elas são nada menos que requintadas". Escrevendo para The Forty-Five, Jenessa Williams apreciou a "disposição do grupo em experimentar [sons] fortes e suaves" e observou que o Aespa "realmente prospera quando se apega ao extremo mais ousado de seu USP". Além disso, ela afirmou que a "alquimia e atitude durona do grupo podem salvar o mundo musical". A editora da Rolling Stone India, Debashree Dutta, elogiou a "história vívida" de Aespa e as "paisagens poéticas" do álbum, que ela descreveu como "uma experiência auditiva variada e profunda" cheia de "sentimentos, humores e instâncias entrelaçadas em cada música". Jeff Benjamin da Billboard descreveu o álbum como "uma evolução artística na discografia do Aespa" ao levar sua narrativa para um multiverso expansivo para confundir os limites entre a realidade e os reinos virtuais".
No entanto, Alexis Petridis, do The Guardian, descreveu tudo como "intrigante e, é preciso dizer, muito bem feito — os vídeos do Aespa são encantadores e feitos com um padrão extraordinariamente alto — mas não dá para deixar de levantar a suspeita de que sua música pode constituir uma espécie de reflexão tardia, uma teoria que não é dissipada ao ouvi-la de fato".

## Desempenho comercial
Em 27 de maio de 2024, foi relatado que Armageddon vendeu mais de 1,02 milhão de cópias em pré-vendas. Na China, o álbum alcançou o primeiro lugar na parada de vendas de álbuns digitais da QQ Music e foi certificado como "um álbum duplo de platina" 3 horas após o lançamento.

## Lista de faixas
| Lista de faixas para Armageddon |                   |                             |                                                                              |                           |         |  |
| N.º                             | Título            | Letras                      | Música                                                                       | Arranjo                   | Duração |  |
| 1.                              | "Supernova"       | Kenzie                      | Kenzie Paris Alexa Dwayne "Dem Jointz" Abernathy Jr.                         | Dem Jointz                | 2:59    |  |
| 2.                              | "Armageddon"      | Bang Hye-hyun (Jam Factory) | Ejae Sumin Waker (153/Joombas) No Identity                                   | No Identity               | 3:17    |  |
| 3.                              | "Set The Tone"    | Jo Yoon-kyung               | Ludwig Lindell Daniel Caesar Ylva Dimberg                                    | Caesar & Loui             | 3:23    |  |
| 4.                              | "Mine"            | Lee Eun-hwa (153/Joombas)   | Mike Daley Mitchell Owens Nicole “KOLE” Cohen Adrian McKinnon                | Mike Daley Mitchell Owens | 3:14    |  |
| 5.                              | "Licorice"        | Kang Eun-jeong              | Daniel Davidsen Peter Wallevik Moa “Cazzi Opeia” Carlebecker Karen Poole     | PhD                       | 2:39    |  |
| 6.                              | "Bahama"          | Kenzie                      | Jonatan Gusmark Ludvig Evers Moa “Cazzi Opeia” Carlebecker Ellen Berg Kenzie | Moonshine Kenzie          | 3:11    |  |
| 7.                              | "Long Chat (#♥)"  | Moon Seol-li                | Stian Nyhammer Olsen Live Rabo Lund-Roland Nora Grefstad Julia Finnseter     | Stian Nyhammer Olsen      | 3:16    |  |
| 8.                              | "Prologue"        | Mola Mi-ah (153/Joombas)    | Gil Lewis Micky Blue                                                         | Gil Lewis                 | 3:15    |  |
| 9.                              | "Live My Life"    | Leslie                      | Sophia Brenan Nick Hahn Edvard Erfjord                                       | Edvard Erfjord            | 2:40    |  |
| 10.                             | "Melody" (목소리) | Lee O-neul                  | MinGtion Sophia Pae                                                          | MinGtion                  | 3:08    |  |
| Duração total:                  | Duração total:    | Duração total:              | Duração total:                                                               | Duração total:            | 31:02   |  |

## Créditos e pessoal
Créditos adaptados das notas do encarte do álbum.
Estúdio
- SM Wavelet Studio – gravação (faixa 1–2, 6, 9), edição digital (faixa 6, 9–10), projetado para mix (faixa 10)
- SM Droplet Studio – gravação (faixa 2, 7), edição digital (faixa 2), projetado para mix (faixa 2)
- SM Yellow Tail Studio – gravação (track 3, 5), edição digital (faixa 1, 3)
- SM Aube Studio – gravação (faixa 4, 8), edição digital (faixa 4–5, 8)
- SM Dorii Studio – gravação (faixa 5, 10)
- Vibe Music Studio 606 – gravação (faixa 10)
- The Vibe Studio – gravação faixa 10)
- SM Big Shot Studio – edição digital (faixa 7), mixagem (faixa 5, 7)
- Doobdoob Studio – edição digital (faixa 7)
- SM Blue Ocean Studio – mixagem faixa 1–2)
- SM Blue Cup Studio – mixagem (faixa 3–4)
- SM Starlight Studio – mixagem (faixa 6, 9–10)
- SM Concert Hall Studio – mixagem (faixa 8)
- 821 Sound – masterização (todas as faixas)

Pessoal
- SM Entertainment – produtor executivo
- Lee Sung-soo – executivo da A&R
- Tak Young-jun – IP executivo, supervisor executivo
- Jang Cheol-hyuk – supervisor executivo
- Aespa – vocais, vocais de fundo (todas as faixas)
- Kenzie – produtora, arranjo (faixa 6), letra, composição, direção vocal (faixa 1, 6)
- Paris Alexa – composição, vocais de fundo (faixa 1)
- Dem Jointz – produtor, composição, arranjo (faixa 1)
- Bang Hye-hyun (Jam Factory) – letra (faixa 2)
- Ejae – composição, vocais de fundo (faixa 2)
- Sumin – composição, vocais de fundo (faixa 2)
- Waker (153/Joombas) – composição, piano, programação (faixa 2)
- No Identity – produtor, composição, arranjo, baixo, bateria, piano, sintetizador, programação (faixa 2)
- Jo Yoon-kyung – letra (faixa 3)
- Ludwig Lindell (Caesar & Loui) – produtor, composição, arranjo (faixa 3)
- Daniel Caesar (Caesar & Loui) – produtor, composição, arranjo (faixa 3)
- Ylva Dimberg – composição (faixa 3)
- Lee Eun-hwa (153/Joombas) – letra (faixa 4)
- Mike Daley – produtor, composição, arranjo (faixa 4)
- Mitchell Owens – produtor, composição, arranjo (faixa 4)
- Nicole "KOLE" Cohen – composição (faixa 4)
- Adrian McKinnon – composição (faixa 4)
- Kang Eun-jeong – letra (faixa 5)
- Daniel Davidsen (PhD) – produtor, composição, arranjo (faixa 5)
- Peter Wallevik (PhD) – produtor, composição, arranjo (faixa 5)
- Moa "Cazzi Opeia" Carlebecker – composição (faixa 5–6), vocais de fundo (faixa 6)
- Karen Poole – composição (faixa 5)
- Jonatan Gusmark (Moonshine) – produtor, composição, arranjo (faixa 6)
- Ludvig Evers (Moonshine) – produtor, composição, arranjo (faixa 6)
- Ellen Berg – composição, vocais de fundo (faixa 6)
- Moon Seol-li – letra (faixa 7)
- Stian Nyhammer Olsen – produtor, composição, arranjo (faixa 7)
- Live Rabo Lund-Roland – composição (faixa 7)
- Nora Grefstad – composição (faixa 7)
- Julia Finnseter – composição (faixa 7)
- Mola – letra (faixa 8)
- Mi-ah (153/Joombas) – letra (faixa 8)
- Gil Lewis – produtor, composição, arranjo (faixa 8)
- Micky Blue – composição (faixa 8)
- Leslie – letra (faixa 9)
- Sophia Brenan – composição (faixa 9)
- Nick Hahn – composição (faixa 9)
- Edvard Erfjord – produtor, composição, arranjo (faixa 9)
- Lee O-neul – letra (faixa 10)
- Sophia Pae – composição (faixa 10)
- MinGtion – produtor, composição, arranjo, baixo, piano (faixa 10), direção vocal (faixa 5, 10)
- Maxx Song – direção vocal (faixa 2)
- Saay – direção vocal (faixa 3)
- Kim Jin-hwan – direção vocal (faixa 4, 9)
- Emily Yeonseo Kim – direção vocal, vocais de fundo (faixa 7)
- Perrie – direção vocal (faixa 8)
- Park Shin-won – guitarra (faixa 10)
- Han Seong-eun – arranjo de cordas (faixa 10)
- Yung – cordas (faixa 10)
- Kang Eun-ji – gravação (faixa 1–2, 6, 9), edição digital (faixa 6, 9–10), projetado para mix (faixa 10)
- Kim Joo-hyun – gravação (faixa 2, 7), edição digital (faixa 2), projetado para mix (faixa 2)
- Noh Min-ji – gravação digital (faixa 1, 3, 5), edição digital (faixa 1, 3)
- Kim Hyo-joon – gravação (faixa 4, 8), edição digital (faixa 4–5, 8)
- Jeong Jae-won – gravação (faixa 5, 10)
- Lee Kang-hyun – gravação (faixa 10)
- Oh Hyun-seok – gravação faixa 10)
- Kim Kyung-tae – gravação (faixa 10)
- Lee Min-kyu – edição digital (faixa 7), mixagem (faixa 5, 7)
- Eugene Kwon – edição digital (track 7)
- Kim Cheol-sun – mixagem (faixa 1–2)
- Jung Eui-seok – mixagem (faixa 3–4)
- Jeong Yoo-ra – mixagem (faixa 6, 9–10)
- Nam Koong-jin – mixagem (faixa 8)
- Kwon Nam-woo – masterização (todas as faixas)

## Desempenho nas paradas musicais
| Parada musical (2024)                      | Melhor posição |
| ------------------------------------------ | -------------- |
| Alemanha (Offizielle Deutsche Charts)      | 45             |
| Austrália (ARIA Hitseekers Albums)         | 12             |
| Áustria (Ö3 Austria Top 40)                | 45             |
| Bélgica (Ultratop Flandres)                | 94             |
| Bélgica (Ultratop Valônia)                 | 196            |
| Coreia do Sul (Circle)                     | 2              |
| Croácia (HDU International Albums)         | 14             |
| Estados Unidos (Billboard 200)             | 25             |
| Estados Unidos (Billboard World Albums)    | 1              |
| França (SNEP)                              | 77             |
| Japão (Oricon)                             | 4              |
| Japão (Oricon Combined Albums)             | 3              |
| Japão (Billboard Japan Hot Albums)         | 14             |
| Lituânia (AGATA)                           | 98             |
| Nigéria (TurnTable)                        | 34             |
| Portugal (AFP)                             | 5              |
| Reino Unido (UK Digital Albums)            | 52             |
| Suécia (Sverigetopplistan Physical Albums) | 20             |

| Parada musical (2024)  | Posição |
| ---------------------- | ------- |
| Japão (Oricon)         | 8       |
| Coreia do Sul (Circle) | 4       |

## Certificações
| Região                                                    | Certificação | Unidades/vendas |
| --------------------------------------------------------- | ------------ | --------------- |
| Coreia do Sul (Circle)                                    | Milhão       | 1.000.000^      |
| ^valores das remessas são baseados apenas na certificação |              |                 |

## Histórico de lançamento
| Região         | Data               | Formato(s)                 | Gravadora(s) | Ref.   |
| -------------- | ------------------ | -------------------------- | ------------ | ------ |
| Coreia do Sul  | 27 de maio de 2024 | CD                         | SM Kakao     | [ 1 ]  |
| Várias         | 27 de maio de 2024 | Download digital streaming | SM Kakao     | [ 1 ]  |
| Estados Unidos | 5 de julho de 2024 | CD                         | SM Virgin    | [ 48 ] |